# Бруно, Джузеппе
Джузеппе Бруно (итал. Giuseppe Bruno; 14 июня 1875, Сеццадио, королевство Италия — 10 ноября 1954, Рим, Италия) — итальянский куриальный кардинал. Секретарь Папской Комиссии по аутентичной интерпретации Кодекса канонического права с 14 февраля 1924 по 18 февраля 1946. Заместитель Секретаря Священной Конгрегации Собора с 8 декабря 1926 по 3 июля 1930. Секретарь Священной Конгрегации Собора с 3 июля 1930 по 18 февраля 1946. Префект Священной Конгрегации Собора с 16 ноября 1949 по 20 марта 1954. Камерленго Священной Коллегии Кардиналов с 12 января 1953 по 20 мая 1954. Префект Верховного Трибунала Апостольской Сигнатуры с 20 марта по 10 ноября 1954. Председатель Папской Комиссии по аутентичной интерпретации Кодекса канонического права с 20 марта по 10 ноября 1954. Кардинал-дьякон с 18 февраля 1946, с титулярной диаконией Сант-Эустакьо с 22 февраля 1946.